# Traversetolo
Traversetolo (emilián nyelven Travarsèddol) település Olaszországban, Emilia-Romagna régióban, Parma megyében. Lakosainak száma 9559 fő (2023. január 1.). Traversetolo Canossa, Lesignano de’ Bagni, Montechiarugolo, Neviano degli Arduini, Parma és San Polo d’Enza községekkel határos.

## Népesség
A település lakossága az elmúlt években az alábbi módon változott:
| Lakosok száma | 9487 | 9474 | 9559 |
|               | 2017 | 2018 | 2023 |